# 北摂三田テクノパーク
北摂三田テクノパーク（ほくせつさんだテクノパーク）とは、兵庫県三田市にある工業団地。
行政区画である字名が「テクノパーク」であることから、地元を中心に、テクノパークと呼ばれることもある。

## 概要
神戸三田国際公園都市をなす北摂三田ニュータウンのうち、独立行政法人都市再生機構により開発された最北端の地域。工業専用地域であり、一般向けの住居は存在しない。商業施設もコンビニや飲食店程度しかない。
総面積136.1ha、工場用地面積98.9ha、譲済・賃貸済面積98.9haという広大な土地に44の企業の工場が生産拠点を構える。
パーク内には舞鶴若狭自動車道の三田西インターチェンジがあり、1時間あまりで大阪の市街地に出られる。また京都舞鶴港までも1時間あまりで到着でき、このアクセスの良さから、2012年現在は工場の分譲・賃貸ともに完売済である。
交通面では三田幹線が通じており、朝夕の通勤時間帯は出勤する社員の車で混雑する。また、JR宝塚線の新三田駅や相野駅から神姫バスも乗り入れているが、ラッシュ時の通勤需要に合わせて運行されており、日中はほとんど走っていない。
なお、三田市は隣接する北西の山林をさらに開拓した大型産業団地『北摂三田第2テクノパーク』の開発計画を進めている。総面積は約97ha（企業誘致ゾーン約61ha、保全ゾーン約36ha）で、施工は独立行政法人都市再生機構から大和ハウス工業に移管されている。2010年12月に兵庫県から土地区画整理事業の認可を経て2011年1月から開発に着手しており、2013年に第一期造成開発で23.2ha、2015年の第二期造成開発で23.8ha、合計約47haの土地建物の開発を進める計画。企業の誘致面積は計画当初からは規模を縮小しているものの、兵庫県内では2番目の規模の産業団地になる予定である。
また、『北摂三田第2テクノパーク』に企業誘致を図るため、三田市では一定の条件下で誘致企業に対して税制上の優遇処置を行うための「市企業立地促進条例」を改正し、固定資産税と都市計画税の免除をこれまでの3年間から5年間に延ばすとしている。
さらには、『北摂三田第3テクノパーク』を整備し、AIやロボティクスなどの先進技術を有する企業や成長産業の企業、研究機関などを誘致する計画がある。

## 主な施設

### 事業所
- アイリスオーヤマ
- 上野製薬
- カネ美食品
- 共和薬品工業
- 桐灰小林製薬
- 皇漢堂製薬
- サステック
- 沢井製薬
- 新日化エポキシ製造
- ソフト99コーポレーション
- 日本メジフィジックス
- ハイレックスコーポレーション
- パトライト
- 三菱電機ディフェンス&スペーステクノロジーズ
- 三菱マテリアル
- モリタ
- レンゴー
- ドーバー酒造

### 商業施設など
- ファミリーマート（旧・am/pm）
- そろばん亭 三田店
- テクノ公園

### 道路
- 三田西インターチェンジ（舞鶴若狭自動車道）
- 兵庫県道720号テクノパーク三田線（三田幹線）
- 兵庫県道92号三田西インター線
- 兵庫県道719号三田西インター吉川線
- 兵庫県道141号黒石三田線

## 公共交通機関
- 鉄道
  - JR宝塚線 （ - 三田駅 - ）新三田駅 - 広野駅 - 相野駅（ - 藍本駅 - ）
  - 直線距離で最も近いのは広野駅だが、新三田駅や相野駅からバスを利用するのが一般的である。

- バス
  - 神姫バス（三田営業所が担当）